# Hrádeček
Hrádeček (fino al 1950 Silberštejn) è una frazione del comune di Vlčice del Distretto di Trutnov nella Repubblica Ceca.
Vi è morto il Presidente Emerito della Repubblica Václav Havel, il 18 dicembre 2011.